# Оно, Фуюми
Фуюми Оно (яп. 小野 不由美 Оно Фуюми), в замужестве Фуюми Утида (яп. 内田不由美) — японская писательница, известная своими романами (лайт-новел) для девушек. Её наиболее известной работой является серия книг «Двенадцать королевств» (яп. 十二国記 дзю:ни кокуки), по которой снят одноимённый аниме-сериал. Замужем за писателем Наоюки Утидой (яп. 内田直行), который более известен под псевдонимом Юкито Аяцудзи.
Работает в жанрах ужасов и фэнтези, так как они наиболее востребованы читателями.

## Биография
Фуюми Оно родилась в городе Накацу (префектура Оита). Она окончила университет Отани в Киото по специализации «исследования буддизма». В 1988 году начала работать в издательстве «Коданся». Её первой работой стала книга «Бессонница накануне Дня рождения» (яп. バースデイ・イブは眠れない  ба:судэй ибу нэмурэнай), опубликованная в сентябре 1988 года. В том же году вышло продолжение этого романа — «Mephisto and Waltz!» (メフィストとワルツ!). Затем она опубликовала серию романов «Злые духи» (яп. 悪霊シリーズ акурё: сири:дзу), в западном мире более известную как «Ghost Hunt».

## Работы

### «Злые духи» (Ghost Hunt)
Серия первоначально состояла из 8 романов:
- There are lots of Evil Spirits?! (悪霊がいっぱい!?) 1989 ISBN 978-4061903111
- There are really lots of Evil Spirits! (悪霊がホントにいっぱい!) 1989 ISBN 978-4061903654
- Too many Evil Spirits to sleep (悪霊がいっぱいで眠れない) 1990 ISBN 978-4061904170
- A lonely Evil Spirit (悪霊はひとりぼっち) 1990 ISBN 978-4061904859
- I Don’t Want to Become an Evil Spirit! (悪霊になりたくない!) 1991 ISBN 978-4061905948
- Don’t Call me an Evil Spirit (悪霊とよばないで) 1991 ISBN 978-4061985759
- I don’t mind Evil Spirits 1 (悪霊だってヘイキ!〈上〉) 1992 ISBN 978-4061986961
- I don’t mind Evil Spirits 2 (悪霊だってヘイキ!〈下〉) 1992 ISBN 978-4061986978

Затем было опубликовано продолжение Ghost Hunt Series (ゴースト・ハントシリーズ):
- Nightmare Dwelling 1 (悪夢の棲む家(上)) 1994 Kodansha ISBN 978-4062551564
- Nightmare Dwelling 2 (悪夢の棲む家(下)) 1994 Kodansha ISBN 978-4062551649

### «Двенадцать королевств» (Juuni Kokki)
- Shadow of the Moon, Sea of the Shadow (月の影 影の海) 1992 ISBN 4-06-255071-7
- Sea of the Wind, Shore of the Labyrinth (風の海 迷宮の岸) 1993 ISBN 4-06-255114-4
- Sea God of the East, Vast Sea of the West (東の海神 西の滄海) 1994 ISBN 4-06-255168-3
- A Thousand Miles of Wind, the Sky of Dawn (風の万里 黎明の空) 1994 ISBN 4-06-255175-6
- Aspired Wings (図南の翼) 1996 ISBN 4-06-255229-9
- Drifting Ship (漂舶) 1997 (рассказ)
- Shore at Dusk, Sky at Dawn (黄昏の岸 暁の天) 2001 ISBN 4-06-255546-8
- Kashou’s Dream (華胥の幽夢) 2001 ISBN 4-06-255573-5
  - Prosperity in Winter (冬栄) 2001 IN☆POCKET
  - Kashou (華胥) 2001 Mephisto
  - Jougatsu (乗月)
  - Correspondence (書簡)
  - Kizan (帰山)

### Другие романы
- London, 1988 (倫敦、1988) 1993 г.
- Shiki (屍鬼) 1998 г.
- Kura no Kami (くらのかみ) 2003 г.